# Observatoire du Llano de Chajnantor
L'observatoire du Llano de Chajnantor (llano en espagnol signifiant « plateau ») est un observatoire astronomique, situé à une altitude de 5104 m, dans le désert d'Atacama, au Chili, 50 km à l'est du village de San Pedro de Atacama. C'est un site extrêmement sec, inhospitalier, mais parfaitement adapté aux observations submillimétriques. En effet, la vapeur d'eau absorbe et atténue la radiation dans les longueurs d'onde submillimétriques. Le Llano de Chajnantor est le site de plusieurs projets astronomiques, dont le réseau d'antennes Atacama Large Millimeter Array, un projet américano-européano-japonais.

## Télescopes sur le site du Llano de Chajnantor
- Cosmic Background Imager (CBI), fermé en 2008
- Atacama Pathfinder Experiment (APEX)
- Atacama Large Millimeter Array (ALMA)

## Télescopes sur le site adjacent de Pampa La Bola

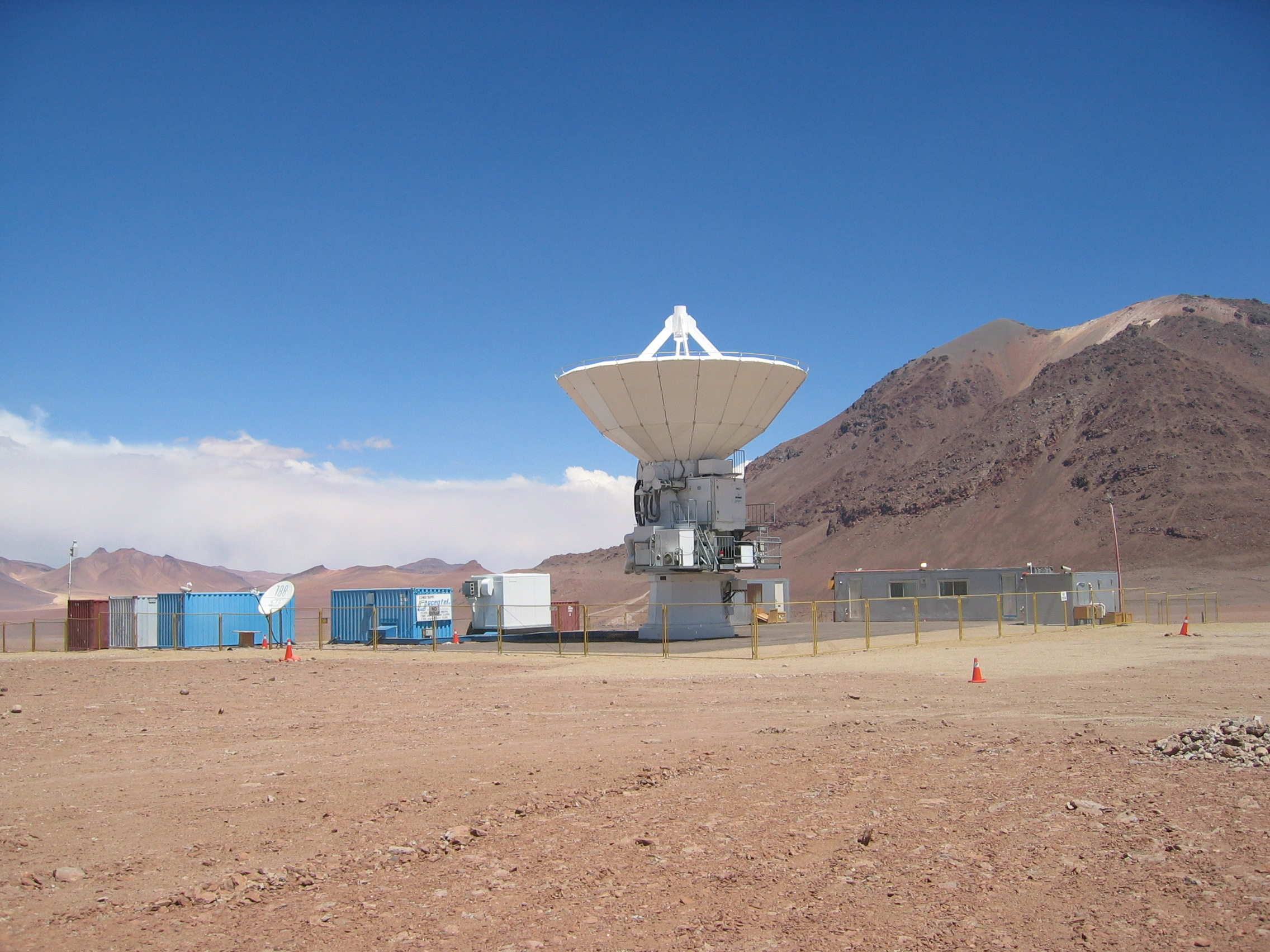
Radiotélescope japonais (Atacama Submillimeter Telescope Experiment) à Pampa la Bola (4 860 m).

- Atacama Submillimeter Telescope Experiment (ASTE)
- Observatoire NANTEN2 (en) (NANTEN2)